# Austrália nos Jogos Olímpicos de Verão de 1964
Austrália participou dos Jogos Olímpicos de Verão de 1964 em Tóquio, Japão.